# Mein Ruf nach dir
Chansons représentant la Suisse au Concours Eurovision de la chanson
Je vais me marier, Marie
(1973) Mikado
(1975)
Mein Ruf nach dir (« Mon appel à toi ») est une chanson interprétée par Piera Martell représentant la Suisse au Concours Eurovision de la chanson 1974 à Brighton. La chanson est également sortie en single la même année que l'Eurovision.

## Adaptations
La chanson a également été enregistrée par Piera Martell dans des versions en anglais et en français, respectivement sous les titres My Ship of Love (« Mon navire d'amour ») et Il faut partir.

## À l'Eurovision
Elle est intégralement interprétée en allemand, l'une des quatre langues nationales de la Suisse, le choix de langue étant toutefois libre entre 1973 et 1976.
Mein Ruf nach dir est la 15e chanson interprétée lors de la soirée du concours, suivant Die Sommermelodie de Cindy & Bert pour l'Allemagne et précédant E depois do adeus de Paulo de Carvalho pour le Portugal,.
À la fin du vote, Mein Ruf nach dir termine 14e (à égalité avec Die Sommermelodie et E depois do adeus) sur 17 chansons, obtenant 3 points,.

## Liste des titres
Singles de Piera Martell
Der Himmel über mir
(1973) I miiner Schtross
(1975)
| A1. | Mein Ruf nach dir             | Pepe Ederer                                        | 3:38 |
| B1. | Du hast mir die Liebe gegeben | Gerd Gudera, Irma Holder, Rocky Till (Pepe Ederer) | 3:37 |

## Historique de sortie
| Pays        | Titre             | Date | Format   | Label |
| ----------- | ----------------- | ---- | -------- | ----- |
| Allemagne,  | Mein Ruf nach dir | 1974 | 45 tours | CBS   |
| Pays-Bas    | Mein Ruf nach dir | 1974 | 45 tours | CBS   |
| France      | Il faut partir    | 1974 | 45 tours | CBS   |
| Royaume-Uni | My Ship of Love   | 1974 | 45 tours | CBS   |